# Mariana Zúñiga
Pour les articles homonymes, voir Zúñiga et Varela.
Zúñiga  Varela est un nom espagnol. Le premier nom de famille, en général paternel, est Zúñiga ; le second, en général maternel, souvent omis, est Varela.
Mariana Zúñiga Varela (Santiago, 12 juillet 2002) est une sportive chilienne qui concourt dans la discipline de tir à l'arc handisport.
Elle est sélectionnée pour les Jeux Paralympiques de Tokyo 2020, où elle concourt dans la modalité Open arc composite . Elle obtient la médaille d'argent.

## Biographie
Pendant la grossesse de sa mère, on diagnostique à Mariana Zúñiga Varela un spina bifida et les médecins réalisent une des premières opérations intra-utérines d'Amérique latine, qui permet également d'annuler une hydrocéphalie,. Même si l'opération améliore sa qualité de vie, elle doit utiliser un fauteuil roulant.
À l'âge de 10 ans, le film Rebelle lui donne envie de commencer à pratiquer le tir à l'arc comme l'héroïne,,.
En 2019 durant le Tournoi Classement Mondial de tir à l'arc, qui a lieu à Santiago, elle obtient la médaille d'or dans l'épreuve d'arc composé féminin par équipes, aux côtés de Claudia Moraga et María Gabriela Pérez,.
En 2020 elle est championne du Online Archery Cup organisée par la World Archery Americas.
En 2021 aux championnats panaméricains de Monterrey, elle décroche la médaille d'or en battant trois fois le record panaméricain, ainsi qu'une médaille de bronze en mixte avec Javier Basualto. Sa médaille d'or lui assure sa participation aux Jeux paralympiques d'été de 2020,,,,,.
Le 30 août 2021 elle obtient la médaille d'argent au tir à l'arc aux Jeux Paralympiques de Tokyo 2020 en arc composite,.
Elle étudie actuellement la psychologie à l'université catholique du Chili,. Au Chili elle fait partie du Club Social y Deportivo Colo-Colo.